# Otto Gaebel

Otto Gaebel

Otto Johann Vertraugott Gaebel (* 13. November 1837 in Meseritz; † 2. Juli 1906 in Berlin) war ein deutscher Verwaltungsjurist.

## Leben

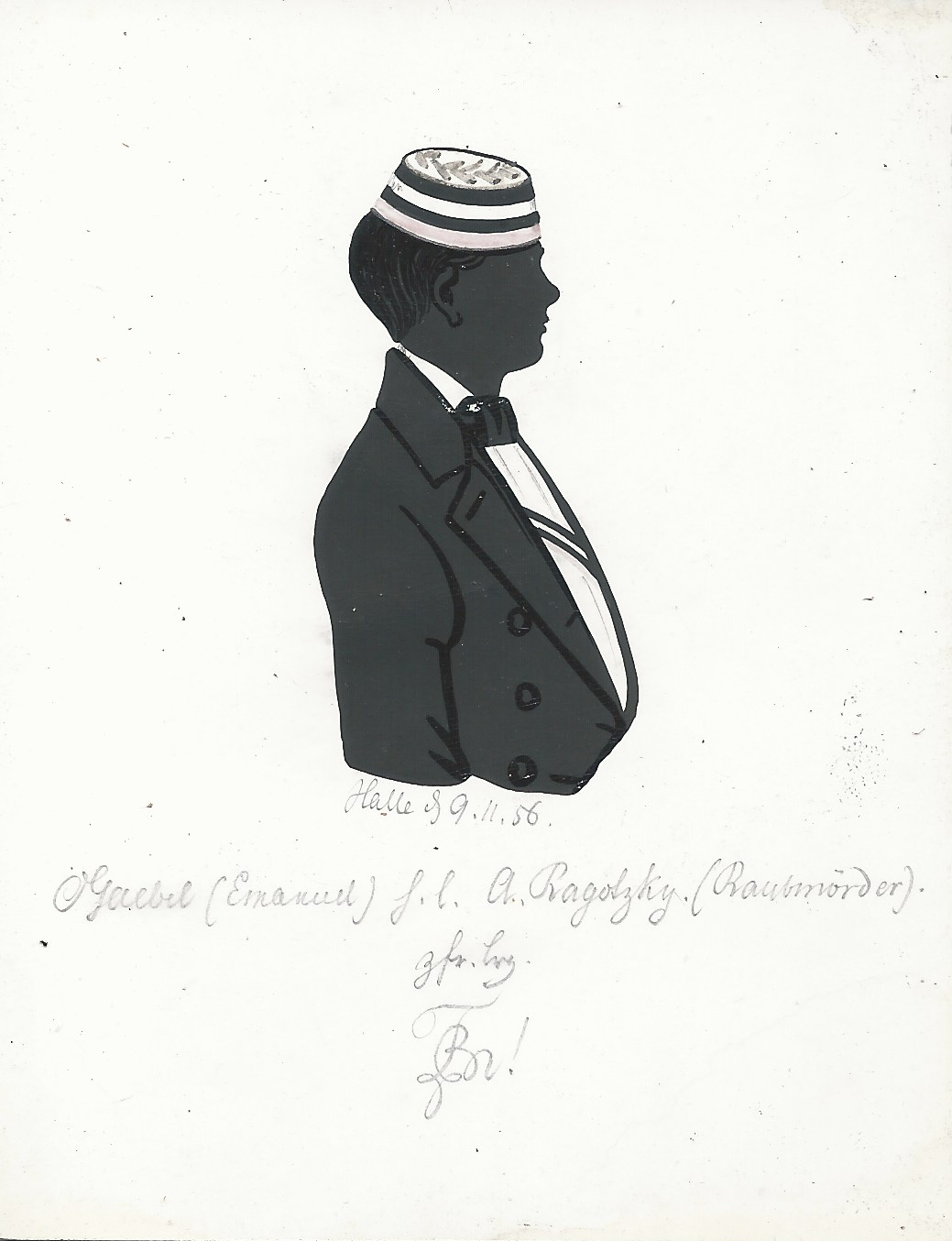
Silhouette von Otto Gaebel als Hallenser Neupreuße

Gaebel studierte Rechtswissenschaft an der Friedrichs-Universität Halle. 1856 wurde er Mitglied des Corps Neoborussia Halle. Nach den Examen war er 12 Jahre bei der Regierung in Posen. 1887 trat er als Regierungsrat und Mitglied des Reichsversicherungsamtes in den preußischen Staatsdienst. Seit 1890 Direktor der Abteilung Invaliden- und Altersversicherung, wurde er 1897 Präsident des Reichsversicherungsamtes. Im Vergleich zu seinem Vorgänger Tonio Bödiker war er „gemessener, vorsichtig abwägend, mehr auf den inneren Ausbau des Überkommenen bedacht, das Muster eines altpreußischen Beamten“. Gaebel betrieb die Novellierung des Unfallversicherungsgesetzes (1900) und das Invaliditäts- und Altersversicherungsgesetz (1899). Er förderte die Zusammenarbeit von Berufsgenossenschaften und Deutschem Roten Kreuz im Rettungswesen. Zuletzt wurde er zum Wirkl. Geh. Oberregierungsrat erhoben.
Otto Gaebel starb 1906 im Alter von 68 Jahren in Berlin und wurde auf dem Alten St.-Matthäus-Kirchhof in Schöneberg beigesetzt. Im Zuge der von den Nationalsozialisten durchgeführten Einebnungen auf dem Friedhof 1938/1939 wurden Gaebels sterbliche Überreste in ein Sammelgrab auf dem Südwestkirchhof Stahnsdorf bei Berlin umgebettet.